# Cydistomyia erythrocephala
Cydistomyia erythrocephala är en tvåvingeart som först beskrevs av Wulp 1869.  Cydistomyia erythrocephala ingår i släktet Cydistomyia och familjen bromsar. Inga underarter finns listade i Catalogue of Life.